# Rock 'n' Roll (John Lennon-album)
Rock 'n' Roll är ett musikalbum av John Lennon utgivet i februari 1975. Skivan innehåller inga originallåtar utan är ett rent coveralbum där Lennon tolkar rock 'n' roll-klassiker ursprungligen utgivna av några av hans tonårsidoler, exempelvis Buddy Holly, Chuck Berry och Little Richard.
Den första inspelningssessionen ägde rum under oktober-december 1973 i Los Angeles tillsammans med producenten Phil Spector. På grund av Beatles-låten "Come Together" blev Lennon anklagad för plagiat då den ansågs påminna starkt om Chuck Berry's "You Can't Catch Me". (Förutom liknande melodislinga innehöll den även Berry's textrad "Here come old flat-top".) Som en del av uppgörelsen med låtens förläggare, Morris Levy, lovade Lennon att spelade in och ta med tre av förläggarens låtar på sitt nästa album. Lennon spelade därför in en egen version av Chuck Berrys "You Can't Catch Me" samt "Sweet Little Sixteen" av samma kompositör. Från denna inspelningssession härrör även två andra spår på LP:n: "Bony Moronie" och "Just Because". Andra låtar från denna första session, som till exempel "Here We Go Again" och "Angel Baby" kom att ges ut postumt 1986 på albumet Menlove Ave..
21-25 oktober 1974 återvände Lennon till Los Angeles för ytterligare en inspelningssession, den här gången med sig själv som producent.
En olovlig version av LP:n såldes via postorder i USA med titeln John Lennon Sings the Great Rock & Roll Hits [Roots] (vanligen kallad "Roots") vilket påskyndade utgivningen av det "riktiga" albumet. Lennon lyckades dock stoppa försäljningen av Roots, som förutom andra mixade versioner av låtarna även innehöll låten "Be My Baby" som inte gavs ut officiellt förrän 1998 då den ingick i John Lennon Anthology-boxen.

## Låtlista
Sida 1
1. "Be-Bop-A-Lula" (Tex Davis/Gene Vincent) - 2:40
2. "Stand By Me" (Ben E. King/Jerry Leiber/Mike Stoller) - 3:26
3. "Medley: Rip It Up/Ready Teddy" (Robert Blackwell/John Marascalco) - 1:34
4. "You Can't Catch Me" (Chuck Berry) - 4:51
5. "Ain't That a Shame" (Dave Bartholomew/Fats Domino) - 2:38
6. "Do You Wanna Dance?" (Bobby Freeman) - 3:15
7. "Sweet Little Sixteen" (Chuck Berry) - 3:00

Sida 2
1. "Slippin' and Slidin'" (Eddie Bocage/Albert Collins/Richard Wayne Penniman/James H. Smith) - 2:16
2. "Peggy Sue" (Jerry Allison/Buddy Holly/Norman Petty) - 2:05
3. "Medley: Bring It On Home to Me/Send Me Some Lovin'" (Sam Cooke/John Marascalco/Lloyd Price) - 3:41
4. "Boney Moronie" (Larry Williams) - 3:47
5. "Ya Ya" (Lee Dorsey/Clarence Lewis/Morgan Robinson) - 2:17
6. "Just Because" (Lloyd Price) - 4:25

## Listplaceringar
| Lista (1975)   | Position            |
| -------------- | ------------------- |
| Danmark        | 3 (DR "Top 20")     |
| Finland        | 7                   |
| Frankrike      | 3                   |
| Japan          | 12 (Oricon)         |
| Kanada         | 5 (RPM)             |
| Norge          | 9 (VG-lista)        |
| Nya Zeeland    | 11                  |
| Storbritannien | 6 (UK Albums Chart) |
| Sverige        | 8 (Kvällstoppen)    |
| USA            | 6 (Billboard 200)   |
| Västtyskland   | 37                  |